# Iso Parkinsaari
Iso Parkinsaari är en ö i Finland. Den ligger i sjön Enonvesi och i kommunen Varkaus i den ekonomiska regionen  Varkaus ekonomiska region  och landskapet Norra Savolax, i den sydöstra delen av landet, 300 km nordost om huvudstaden Helsingfors. Öns största längd är 0,8 kilometer i nord-sydlig riktning.